# Bíblia Ostrog
A Bíblia de Ostrog (em ucraniano: Острозька Біблія; em russo: Острожская Библия) foi a primeira edição impressa completa da Bíblia em eslavo eclesiástico, publicada em Ostrog (atual Ostroh, Ucrânia) na República das Duas Nações pelo impressor Ivan Fiódorov em 1581 com a assistência de Konstantin Ostrogski. Foi baseada na Bíblia de Genádio e foi a fonte principal para a Bíblia de Moscou publicada em 1663 sob Aleixo I da Rússia.

## Descrição
A fonte principal para a Bíblia de Ostrog foi a Bíblia de Genádio, que foi completada em 1499 em Novgorod, Rússia. A Bíblia de Ostrog foi traduzida não do texto massorético (hebraico), mas da Septuaginta (grego). Esta tradução compreendeu setenta e seis livros do Antigo e Novo Testamentos e um manuscrito do Codex Alexandrinus. Algumas partes foram baseadas nas traduções de Francysk Skaryna.
A Bíblia de Ostrog foi impressa em duas datas: 12 de julho de 1580 e 12 de agosto de 1581. A segunda versão difere do original de 1580 na composição, ornamentação e correção de erros tipográficos. Na impressão da Bíblia, ocorreram atrasos, pois foi necessário remover erros, buscar resoluções textuais corretas de questões e produzir uma tradução correta. A edição da Bíblia atrasou a impressão. Enquanto isso, Fiódorov e sua companhia imprimiram outros livros bíblicos. Os primeiros foram aqueles que não requeriam correção: o Saltério e o Novo Testamento.

## Significado
A Bíblia de Ostrog é uma publicação monumental de 1 256 páginas, luxuosamente decorada com cabeçalhos e iniciais, que foram preparados especialmente para ela. Do ponto de vista tipográfico, a Bíblia de Ostrog é irrepreensível. Esta é a primeira Bíblia impressa em tipo cirílico. Serviu como original e modelo para futuras publicações russas da Bíblia.
A importância da primeira Bíblia cirílica impressa dificilmente pode ser superestimada. O Príncipe Ostrogski enviou cópias ao Papa Gregório XIII e ao czar russo Ivan, o Terrível, enquanto este último presenteou uma cópia a um embaixador inglês. Ao deixar Ostrog, Fiódorov levou 400 livros consigo. Apenas 300 cópias da Bíblia de Ostrog existem hoje.
A Bíblia de Ostrog foi amplamente conhecida na Ucrânia, Rússia e Belarus, e também no exterior. A Biblioteca Bodleiana da Universidade de Oxford possui uma cópia, e outras foram possuídas pelo Rei Gustavo Adolfo da Suécia e pelo Cardeal Barberini, entre muitos outros. A Bíblia de Ostrog posteriormente serviu como fonte principal para a Bíblia de Moscou publicada em 1663 sob Aleixo I da Rússia, e ambas foram posteriormente usadas para a Bíblia de Isabel de 1751.
O significado da Bíblia de Ostrog foi enorme para a educação ortodoxa, que teve que resistir à forte pressão católica na Ucrânia e Belarus.